# INXS
Az INXS (angol kiejtés: 'in excess'; magyar jelentés: 'túlzásban') ausztrál rockegyüttes volt 1977 és 2012 között. Rock, új hullámos (new wave), alternatív rock, post-punk, dance-rock zenét játszottak. Lemezeiket az Atlantic Records, Epic Records, 101 Distribution, Mercury Records, DeLuxe Records, WEA Records, Eastwest Records, Polydor Records, Atco Records, Petrol Electric, Truism kiadók jelentették meg.

## Története
Az együttes 1977-ben alakult a New South Wales állambeli Frenchs Forest-ben, „The Farriss Brothers” néven. Ekkor még csak feldolgozásokat játszottak. Az alapító tagok a következők voltak: Michael Hutchence – ének, Kirk Pengilly – gitár, szaxofon, Andrew Farriss – zongora, zeneszerzés, Jon Farriss – dobok, Garry Gary Beers – basszusgitár. A tagok a középiskolában találkoztak egymással. 
Az INXS nevet 1979-ben vették fel. Különlegességként megemlítendő, hogy eredetileg felvetődött az ötlet, hogy keresztény zenekar legyenek, de végül mindenki elvetette ezt az ötletet. 
Első koncertjüket 1979 szeptember 1-én New South Wales-ben tartották. Első lemezüket INXS címen, 1980-ban adták ki, első kislemezük a "Simple Simon / We are the Vegeteables" volt. 
Az első listaelső slágerük az "Original Sin" volt 1984-ben.
A "Kick" albumuk 1987 októberében jelent meg, és világszerte népszerűvé tette a zenekart. Az album Ausztráliában az 1. helyezést érte el, a 3. helyet az amerikai Billboard 200-on, a 9. helyet az Egyesült Királyságban, és a 15. helyet Ausztriában. Ez egy lendületes, magabiztos album volt, amely az Egyesült Államok legjobb 10-es kislemezét hozta be: az első számú kislemez a Need You Tonight , a " Devil Inside ", a " New Sensation " és a " Never Tear Us Apart ". A "Need You Tonight" a 2. helyezést érte el az Egyesült Királyság slágerlisláin, Ausztráliában a 3., és a 2. helyezést érte el. A banda 1987-ben és 1988-ban sokat turnézott az albummal az egész világon. Az 1987-es "Mediate" INXS-szám videója (amely a "Need You Tonight" videója után játszott) megismételte Bob Dylan " Subterranean Homesick Blues " című videójának formátumát. ", még akkor is, ha nyilvánvalóan szándékos hibákat használ. 1988 szeptemberében a banda besöpörte az MTV Video Music Awards díját a "Need You Tonight/Mediate" videójával, amely 5 kategóriában győzött. A Kick messze az INXS minden idők legkelendőbb albuma volt.
1990 októberében az INXS kiadta az X -et, amelynek producere Chris Thomas volt. Az album Ausztráliában a 3., az Egyesült Államokban az 5., az Egyesült Királyságban a 2., Svájcban az 5. és Svédországban a 10. helyen végzett. Az X sikereket ért el az " Suicide Blonde " és a " Disappear " című klipekkel (mindkettő a Top 10-ben az Egyesült Államokban). A "Suicide Blonde" Ausztráliában a 2., az Egyesült Királyságban a 11. helyen és Svájcban érte el a csúcsot. További kislemezek X -ről a " Bitter Tears " és a " By My Side " volt, amelyek kevésbé voltak sikeresek a listán. 
Az INXS a Wembley Stadionban lépett fel 1991. július 13-án, a "Summer XS" turnéjuk során Londonban a 74 000 rajongóból álló teltház előtt. Ezt az előadást felvették és filmre vették, így lett a Live Baby Live , egy élő album, amely 1991 novemberében jelent meg, és a Top 30-ban csúcsosodott ki az ausztrál és a brit albumlistákon. Az album kevésbé aratott sikert a The Billboard 200 -on. Az album videóváltozata is megjelent ugyanezzel a címmel. Ez a koncert volt a zenekar minden idők leglátogatottabb műsora; Paul Donoughue (ABC.net.au) 2017-es cikke szerint ez "megszilárdította [INXS] helyét a poptörténelemben".
A Mark Opitz producere által 1992 augusztusában megjelent Welcome to Wherever You Are egy kísérleti album volt, amelyben szitárokat és 60 fős zenekart használtak, miközben "nyersebb" hangzást adnak hozzá. Jó kritikai értékeléseket kapott, és az 1. helyre került az Egyesült Királyságban és Svédországban; 2. Ausztráliában és Svájcban, és 3. Norvégiában, de az USA-ban kisebb sikert ért el (a 16. helyen végzett). Az album kislemezei között szerepelt a " Taste It " és a " Baby Don't Cry ", amelyek a legjobb 20-as sikerek voltak az Egyesült Királyságban, de kevésbé voltak sikeresek az Egyesült Államokban és Ausztráliában. 
Az Opitz által készített Full Moon, Dirty Hearts 1993 novemberében jelent meg, és a 3. helyezést érte el a brit listán, Ausztráliában a 4., Svédországban a 8., 9. Svájcban, Norvégiában 14. szám; nem jutott be a Top 50-be az Egyesült Államokban. A címadó számban a The Pretenders Chrissie Hynde című száma, egy másik szám pedig – a „Please (You Got That)” – Ray Charles szerepelt . A zenekar egy teljes videóalbumot készített a lemezhez ismeretlen ausztrál diákokkal Richard Lowenstein segítségével . A Full Moon, Dirty Hearts vegyes kritikákat kapott, és ez volt az utolsó lemez az INXS Atlantic-kal kötött szerződése alatt az Egyesült Államokban. 
A banda szakított időt a pihenésre és a családjukkal való együttlétre, míg Hutchence a modellkedés és a filmszínészkedés révén a nyilvánosság előtt maradt.
1997-ben a csoport Elegantly Wasted címmel visszatérő albumot adott ki , amely vegyes kritikákat kapott. Ausztráliában (14.), Kanadában (14.), Franciaországban (30.), Nagy- Britanniában (16.) (ahol az INXS több sikert ért el az 1990-es években, mint az 1980-as években, Belgiumban (7.), Svájcban (13.), de csak 41. az USA-ban. 
1997. november 22-én Michael Hutchence-t holtan találták Sydney Ritz-Carlton szállodai szobájában. [54] 1998. február 6-án Új-Dél-Wales állam halottkémje , Derrick Hand bemutatta jelentését, amely kimondta, hogy Hutchence depressziós, kábítószer és alkohol hatása alatt végzett öngyilkosság volt. [54] [55] [56] A hivatalos halottkém jelentése ellenére továbbra is fennálltak a találgatások, hogy Hutchence halála véletlen volt
2004-ben "Rock Star: INXS" néven indult egy reality tévésorozat, amelyben új énekest kerestek a zenekar számára. J.D. Fortune nyerte meg ezt a versenyt, így ő lett a zenekar énekese. 2011-ben elhagyta az együttest. 2012-ben véglegesen feloszlottak.
2013-ban televíziós sorozat készült az együttesről, amely nagy sikert aratott
2019-ben Mystify címmel dokumentumfilmet mutattak be Michael Hutchence -ről . Kiadtak egy hangsávot is, amely INXS számokat tartalmaz.
Egyik számuk a „The One Thing”, a Grand Theft Auto: Vice City Stories videójátékban is hallható. 
Diszkográfiájuk összesen 12 nagylemezt, négy koncertalbumot, tizenkét válogatáslemezt, öt EP-t és 13 videóalbumot tartalmaz.

## Televíziós sorozat
2013-ban a Seven Network ausztrál tévéhálózat bejelentette, hogy INXS: Never Tear Us Apart néven minisorozatot készít, amely a zenekar kulisszatitkaira összpontosít . A zenekar tagja, Tim Farriss a műsor gyártás előtti tanácsadója volt. A minisorozat gyártása 2013. június végén indult, és 2014. február 9-én mutatták be; a finálét a következő vasárnap este (2014. február 16.) vetítették. A minisorozat mindkét estén nagyon magasra értékelt, és újból felkeltette az érdeklődést a zenekar iránt, ami a zenék eladásainak újjáéledését eredményezte, amivel ismét az első helyre kerültek az ausztrál popzenei listákon. Luke Arnoldot Michael Hutchence, Alex Williams szerepében alakították ki mint Kirk Pengilly, Nicholas Masters mint Tim Farriss, Hugh Sheridan mint basszusgitáros Gary Beers, Ido Drent mint Jon Farriss és Andy Ryan mint Andrew Farriss. Emellett Damon Herriman CM Murphy együttes menedzserét , Samantha Jade pedig Kylie Minogue -t alakította . Tekintettel a televíziós minisorozat népszerűségére, szóba került egy Broadway musical és egy játékfilm az INXS-ről a jövőben.

## Tagok
- Tim Farriss – gitár, vokál (1977–2012)
- Kirk Pengilly – ritmusgitár, gitár, szaxofon, ének (1977–2012)
- Garry Gary Beers – basszusgitár, vokál (1977–2012)
- Andrew Farriss – billentyűk, ritmusgitár, harmonika, ütős hangszerek, vokál (1977–2012)
- Jon Farriss – dobok, ütős hangszerek, billentyűk, vokál (1977–2012)
- Michael Hutchence – ének (1977–1997)

## További tagok
- Jon Stevens – ének (2000–2003)
- JD Fortune – ének (2005–2011)
- Ciaran Gribbin – ének (2011–2012)

## Diszkográfiája
Stúdióalbumok
- INXS (1980)
- Underneath the Colours (1981)
- Shabooh Shoobah (1982)
- The Swing (1984)
- Listen Like Thieves (1985)
- Kick (1987)
- X (1990)
- Welcome to Wherever You Are (1992)
- Full Moon, Dirty Hearts (1993)
- Elegantly Wasted (1997)
- Switch (2005)
- Original Sin (2010)